# Mezinárodní federace bandy
Mezinárodní federace bandy (FIB; anglicky Federation of international bandy, rusky: Международная федерация хоккея с мячом, Swedish: Internationella Bandyförbundet) je federace národních asociací bandy řídící sportovní odvětví bandy (bandy-hokej) a jeho variantu rink bandy pro muže i ženy.

## Historie
Federace byla založena 12. února 1955 ve Stockholmu představiteli Finska, Norska, Švédska a Sovětského svazu. V roce 1957 organizovala 1. mistrovství světa mužů a v roce 2004 také žen. Ve stejném roce FIB uznal Mezinárodní olympijský výbor. Členy FIB byly až do roku 1981 stále pouze 4 zakládající země, poté vstoupily USA.
Česká asociace bandy se stala součástí Mezinárodní federace bandy v roce 2014, česká reprezentace se následně v letech 2016, 2017 a 2019 zúčastnila MS v bandy. V roce 2017 Česká asociace bandy organizovala Mistrovství Evropy v rink bandy v Nymburku, kde se Češi stali mistry Evropy.
Počet členů FIB v posledních několika letech rapidně narostl, od roku 2017 je jich po přijetí členství Slovenska 27 a nachází se v 5 různých světadílech (Evropa, Asie, Severní Amerika, Jižní Amerika a Afrika).

## Cíle
V roce 2011 formulovala FIB své cíle takto:
FIB se zavazuje k úplnému sdílení zásad a článků Olympijské charty ve svých činnostech, včetně problematiky antidopingových kontrol.

FIB chce podporovat rozvoj sportů bandy a rink bandy v členských zemích a chce pokračovat v propagandě významu a výhod těchto sportů. FIB také pracuje na tom, aby se bandy stalo olympijským sportem.

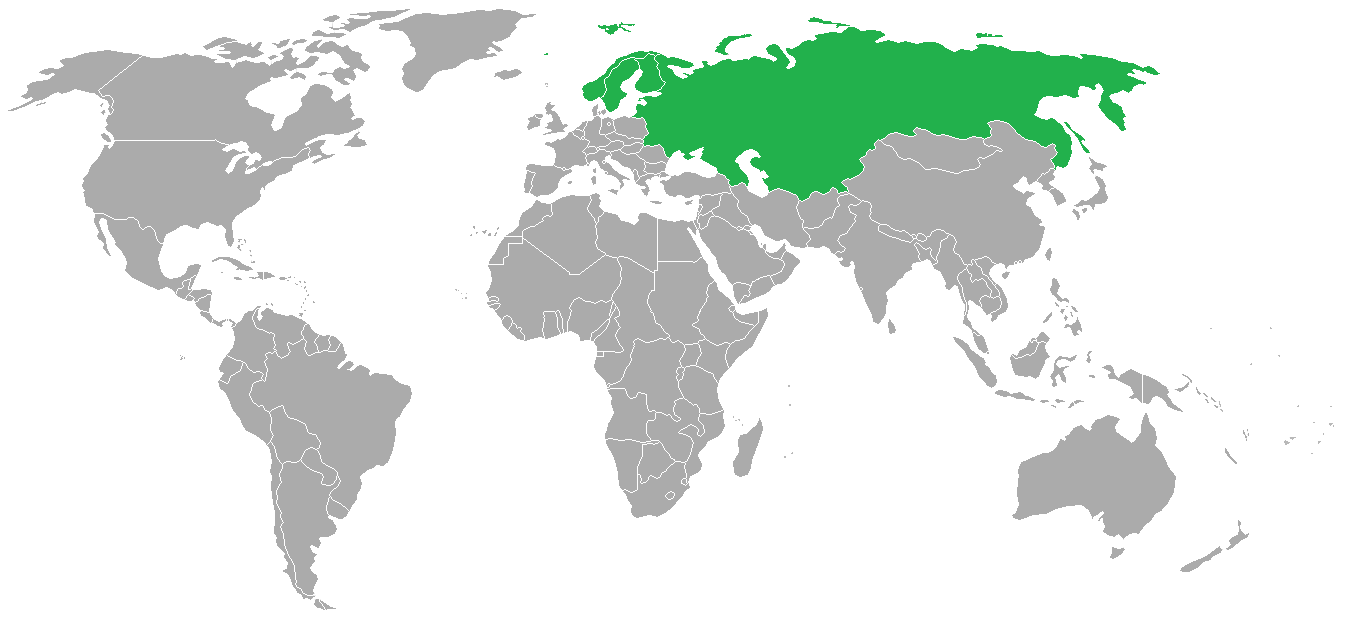
Mapa světa ukazující 4 původní členy FIB (modrozeleně).

FIB se prohlašuje za „nezávislou autonomní sportovní organizaci, která řídí činnost bandy po celém světě“.
FIB vede a dohlíží na bandy a rink bandy po celém světě. FIB také považuje za svou práci určovat pravidla sportu.
FIB by měla pověřit jednu národní členskou asociaci uspořádáním oficiálního mistrovství světa, kterého by se měly účastnit alespoň 4 týmy.
FIB také chce podporovat šíření bandy a členství nových národů v organizaci.

## Kontinentální federace

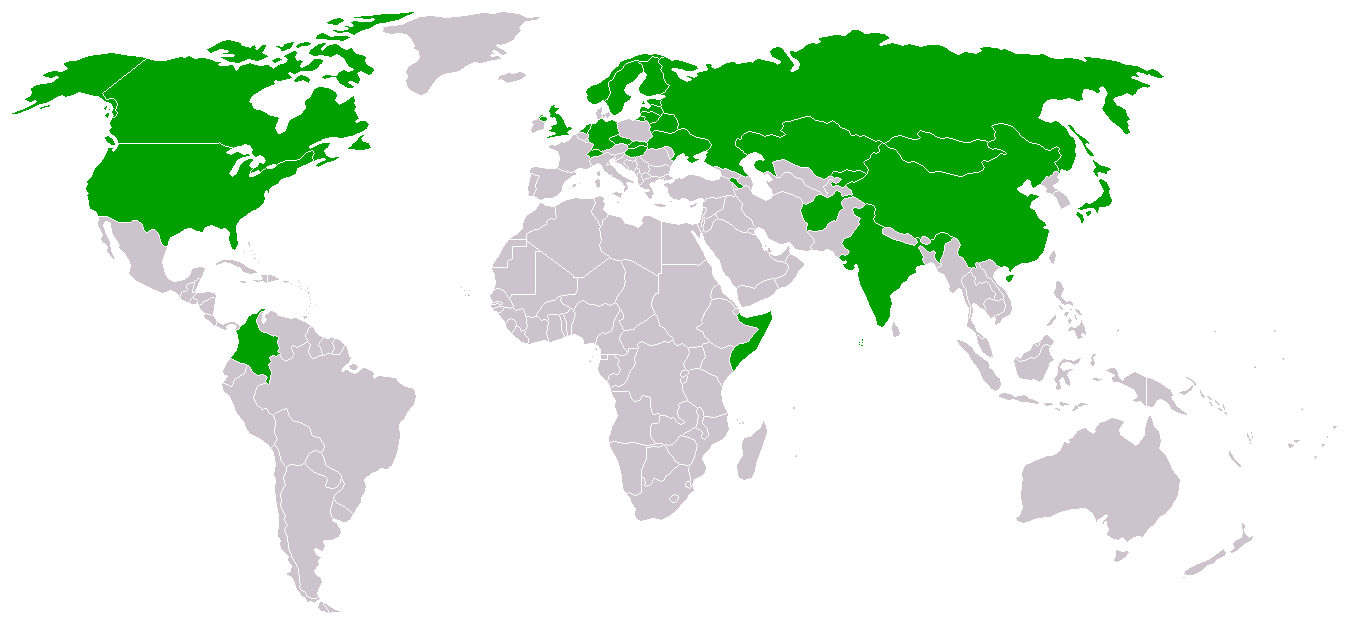
Mapa světa ukazující současné členy FIB (zeleně).

Asijské členské země FIB vytvořily Asijskou federaci bandy, která sídlí v Almaty v Kazachstánu. Tento krok pomohl k organizaci turnaje v bandy na Asijských zimních hrách 2011.